# Суэц (мухафаза)
Суэ́ц (араб. السويس‎, Эс-Сувайс) — мухафаза в Арабской Республике Египет. Административный центр — город Суэц. Расположена на северо-востоке страны, к востоку от дельты Нила и к западу от Суэцкого залива.

## Население
По данным 2006 года население мухафазы составляет 510 935 человек. Средний прирост населения в год равен 4,25 %.

## Административное деление
Мухафаза делится на 5 округов:
- Суэц
- Эль-Арбаин (самый густонаселенный округ)
- Итака
- Эль-Ганаин (сельскохозяйственный район)
- Фейсал

## Экономика
Развито сельское хозяйство. Добыча известняка, глины, угля, нефти, мрамора. Производство стали, удобрений, пищевая и нефтеперерабатывающая промышленность. Рыболовство. Развивается туризм.
В 1975 была образована свободная экономическая зона Суэц. Она включила в себя два пункта: Порт-Тауфик (площадью 75 660 м²) — по соседству с портом Суэца и Адабия (площадью 247 208 м²) с видом на берег Суэцкого залива на расстоянии 5 км от порта Адабия.

## Известные жители, уроженцы
- Исмаил Ясин — египетский актёр